# Leptoypha ilicis
Leptoypha ilicis är en insektsart som beskrevs av Drake 1919. Leptoypha ilicis ingår i släktet Leptoypha och familjen nätskinnbaggar. Inga underarter finns listade i Catalogue of Life.